# Associazione Calcio Perugia 1997-1998
Questa voce raccoglie le informazioni riguardanti l'Associazione Calcio Perugia nelle competizioni ufficiali della stagione 1997-1998.

## Stagione

Da sinistra: il capitano perugino Marco Materazzi, l'arbitro Graziano Cesari e il torinista Gianluigi Lentini nei convenevoli prima dello spareggio di Reggio Emilia che sancì il ritorno dei Grifoni in massima serie.

Nella stagione 1997-1998 il neoretrocesso Perugia va a disputare il ventesimo campionato di Serie B della propria storia, con il dichiarato obiettivo di ottenere l'immediato ritorno in Serie A. A fronte dei pochi superstiti del precedente campionato, su tutti Materazzi e Rapaić, la squadra viene fortemente ridisegnata soprattutto nel corso dell'annata: dei nuovi acquisti estivi, il solo Colonnello saprà imporsi, mentre ben più importante si rivelerà il mercato di riparazione che porterà in Umbria, tra gli altri, il portiere Pagotto, i centrocampisti Manicone e Olive, e gli attaccanti Melli e Tovalieri, tutti assurti a protagonisti della promozione.
Per la panchina viene inizialmente scelto Attilio Perotti, il quale tuttavia si dimette all'ottava giornata di campionato, aspramente criticato dopo la sconfitta interna per 1-3 contro il fanalino di coda Padova. Il presidente Luciano Gaucci contatta dapprima Giovanni Galeone, ancora sotto contratto, ma questi rifiuta sicché la scelta ricade su Alberto Bigon. La squadra migliora parzialmente il proprio ruolino ma non secondo le aspettative della società, così il 6 gennaio 1998 è stato richiamato Perotti. Il Perugia però va ancora a corrente alternata, finché il 22 marzo una nuova sconfitta contro l'undici biancoscudato porta al definitivo esonero di Perotti.
Al suo posto arriva Ilario Castagner, di nuovo sulla panchina biancorossa a tre anni dalla precedente esperienza, e i Grifoni tornano a sperare nella promozione, anche a fronte di un Rapaić apparso rigenerato dopo i dissidi della gestione Perotti; tuttavia il quarto posto in classifica, l'ultimo utile al salto di categoria e il quel momento occupato dal Torino, era ancora distante sei punti. Un primo punto di svolta c'è il 31 maggio, quando i biancorossi vincono a Pescara mentre i granata vengono bloccati sul pari al Delle Alpi dal Chievo, riaprendo uno spiraglio per il possibile aggancio anche in vista del decisivo scontro diretto del Curi, in programma il 7 giugno nella penultima giornata, a cui il Perugia si presenta con tre lunghezze di ritardo: il successo 2-1 dei padroni di casa permette loro di appaiare i rivali granata. La situazione non cambia nell'ultimo turno, rendendo necessario uno spareggio per decretare la quarta e ultima promossa del campionato, che accompagnerà Salernitana, Venezia e Cagliari.
Il successivo 21 giugno, sul campo neutro di Reggio Emilia, i tempi regolamentari si chiudono sull'1-1, parziale che non cambia dopo i supplementari portando così la sfida ai tiri di rigore: per i granata risulta fatale l'errore di Dorigo, il cui tiro viene respinto dal palo, mentre i biancorossi vanno a segno con tutti e cinque i loro uomini designati, con il penalty di Tovalieri chiamato a sancire la promozione perugina in massima serie.

## Divise e sponsor

Il neoacquisto Gianluca Colonnello in azione nella trasferta di Foggia con la terza divisa giallonera.

Nell'annata 1997-1998 il Perugia continua a vestire divise realizzate dal fornitore tecnico Galex, mentre sponsor di maglia è stato il gruppo alimentare Colussi.
Per la stagione sono state inizialmente approntate tre diverse casacche. La tradizionale prima divisa biancorossa prevede una maglia rossa, con colletto a "V" e un grande Grifone a mo' di serigrafia nella parte bassa del petto; le maniche sono percorse da due grandi inserti bianchi nella parte superiore, al cui interno sono presenti le parole «1905» (sulla manica destra) e «PERUGIA» (su quella sinistra), scritte con un tipo di carattere dal gusto gotico-medievale. I pantaloncini erano bianchi con dei marcati risvolti rossi, mentre i calzettoni sono completamente rossi.
Il medesimo stile è stato ripreso per le due divise da trasferta: come seconda casacca è prevista una maglia blu notte con inserti bianchi, e pantaloncini blu notte con risvolti cobalto, mentre la terza divisa presenta una maglia giallo limone con inserti bianco-neri, pantaloncini neri con risvolti limone, e calzettoni anch'essi di color limone. Debuttò su queste maglie il rinnovato stemma societario del club, il quale (come la stagione precedente) ha la caratteristica di variare colore a seconda della maglia utilizzata: rosso sulla prima casacca, blu sulla seconda e giallo-nero sulla terza.
Al termine del campionato di Serie B è stata realizzata in tempi brevi anche una quarta divisa: infatti, in occasione dello spareggio contro il Torino valevole per la promozione in Serie A, la squadra biancorossa è scesa scaramanticamente in campo con una speciale casacca, identica a quella sfoggiata dal Perugia dei miracoli alla fine degli anni 1970.
| Casa | Trasferta | Terza divisa | Spareggio |

## Rosa

Sandro Tovalieri, rinforzo del mercato autunnale e autore di 10 reti in campionato più una nello spareggio promozione: nell'epilogo ai rigori, fu suo il tiro decisivo per la promozione in Serie A.

| N. |                       | Ruolo | Calciatore                          |
| -- | --------------------- | ----- | ----------------------------------- |
| 1  | Jugoslavia (bandiera) | P     | Aleksandar Kocić                    |
| 2  | Italia (bandiera)     | C     | Daniele Russo                       |
| 3  | Italia (bandiera)     | D     | Gianluca Colonnello                 |
| 4  | Italia (bandiera)     | D     | Martino Traversa                    |
| 5  | Italia (bandiera)     | D     | Andrea Cottini                      |
| 6  | Italia (bandiera)     | D     | Massimiliano Tangorra               |
| 7  | Italia (bandiera)     | C     | Pasquale Domenico Rocco             |
| 8  | Italia (bandiera)     | C     | Alessandro Cucciari                 |
| 9  | Argentina (bandiera)  | A     | Fernando Pandolfi                   |
| 10 | Italia (bandiera)     | C     | Antonino Bernardini                 |
| 11 | Croazia (bandiera)    | A     | Milan Rapaić                        |
| 12 | Argentina (bandiera)  | P     | Juan Carlos Docabo                  |
| 13 | Jugoslavia (bandiera) | D     | Bratislav Mijalković                |
| 14 | Italia (bandiera)     | D     | Salvatore Matrecano (vice capitano) |
| 15 | Danimarca (bandiera)  | A     | Thomas Thorninger                   |
| 16 | Italia (bandiera)     | D     | Patrick Panucci                     |
| 18 | Italia (bandiera)     | D     | Paolo Guastalvino                   |
| 19 | Italia (bandiera)     | A     | Emiliano Testini                    |

| N. |                     | Ruolo | Calciatore                 |
| -- | ------------------- | ----- | -------------------------- |
| 20 | Svizzera (bandiera) | C     | Massimo Lombardo           |
| 21 | Belgio (bandiera)   | C     | Bruno Versavel             |
| 22 | Italia (bandiera)   | A     | Stefano Guidoni            |
| 23 | Italia (bandiera)   | D     | Marco Materazzi (capitano) |
| 24 | Italia (bandiera)   | P     | Crescenzo De Vito          |
| 25 | Belgio (bandiera)   | C     | Marc Emmers                |
| 26 | Italia (bandiera)   | P     | Marco Storari              |
| 27 | Italia (bandiera)   | D     | Gianluca Esposito          |
| 28 | Italia (bandiera)   | C     | Luca Bordichini            |
| 29 | Italia (bandiera)   | P     | Angelo Pagotto             |
| 30 | Italia (bandiera)   | C     | Giovanni Renna             |
| 31 | Italia (bandiera)   | A     | Sandro Tovalieri           |
| 32 | Italia (bandiera)   | C     | Renzo Tasso                |
| 33 | Italia (bandiera)   | C     | Antonio Manicone           |
| 34 | Italia (bandiera)   | A     | Alessandro Melli           |
| 35 | Italia (bandiera)   | D     | Gabriele Grossi            |
| 36 | Italia (bandiera)   | C     | Pier Giovanni Rutzittu     |
| 37 | Italia (bandiera)   | C     | Renato Olive               |

## Risultati

### Campionato

#### Girone di andata
| Arbitro: | Serena (Bassano del Grappa) |

|                                                           |           |           |
| Materazzi 7’ Guidoni 21’ Versavel 34’ (rig.) Lombardo 75’ | Marcatori | 9’ Recchi |

| Ravenna 7 settembre 1997 2ª giornata | Ravenna           | 0 – 0 | Perugia | Stadio Bruno Benelli\| Arbitro: \| Bonfrisco (Monza) \| |
| Arbitro:                             | Bonfrisco (Monza) |       |         |                                                         |

| Arbitro: | Rodomonti (Teramo) |

|               |           |  |
| Materazzi 91’ | Marcatori |  |

| Arbitro: | Ceccarini (Livorno) |

|                              |           |  |
| Schwoch 50’ (rig.) Luppi 74’ | Marcatori |  |

| Arbitro: | Gambino (Barletta) |

|                 |           |                     |
| Guidoni 4’, 15’ | Marcatori | 28’ (rig.) Clementi |

| Arbitro: | Bettin (Padova) |

|                  |           |  |
| Di Vaio 78’, 87’ | Marcatori |  |

| Arbitro: | Pin (Conegliano) |

|  |           |              |
|  | Marcatori | 47’ Cucciari |

| Arbitro: | Dagnello (Trieste) |

|               |           |                                              |
| Materazzi 72’ | Marcatori | 52’ Mazzeo 58’ Saurini 82’ (aut.) Mijalkovic |

| Arbitro: | Rossi (Ciampino) |

|                       |           |                |
| Bernardini 17’ (rig.) | Marcatori | 85’ Martinetti |

| Arbitro: | Preschern (Mestre) |

|                              |           |  |
| Banchelli 27’ Margheriti 88’ | Marcatori |  |

| Arbitro: | Paparesta (Bari) |

|                       |           |  |
| Bernardini 47’ (rig.) | Marcatori |  |

| Arbitro: | Sirotti (Forlì) |

|                      |           |                |
| Zanchetta 65’ (rig.) | Marcatori | 10’ Bernardini |

| Arbitro: | Cesari (Genova) |

|                |           |             |
| Bernardini 63’ | Marcatori | 24’ O'Neill |

| Arbitro: | Pellegrino (Barcellona Pozzo di Gotto) |

|  |           |            |
|  | Marcatori | 73’ Rapajc |

| Arbitro: | Nucini (Bergamo) |

|                                 |           |                         |
| Bernardini 12’ (rig.) Melli 57’ | Marcatori | 59’ Chianese 93’ Vukoja |

| Arbitro: | Racalbuto (Gallarate) |

|                      |           |  |
| F. Giampaolo 7’, 93’ | Marcatori |  |

| Arbitro: | Cardella (Torre del Greco) |

|                       |           |                   |
| Bernardini 56’ (rig.) | Marcatori | 92’ (rig.) Pisano |

| Torino 18 gennaio 1998 18ª giornata | Torino          | 0 – 0 | Perugia | Stadio delle Alpi\| Arbitro: \| Boggi (Salerno) \| |
| Arbitro:                            | Boggi (Salerno) |       |         |                                                    |

| Arbitro: | Sputore (Vasto) |

|                                          |           |                                   |
| Tovalieri 14’, 65’ Bernardini 34’ (rig.) | Marcatori | 77’ Francioso 83’ (rig.) Masolini |

#### Girone di ritorno
| Arbitro: | De Santis (Tivoli) |

|                     |           |               |
| Biagioni 57’ (rig.) | Marcatori | 10’ Materazzi |

| Arbitro: | Branzoni (Pavia) |

|                          |           |               |
| Guidoni 46’ Cucciari 92’ | Marcatori | 77’ Dell'Anno |

| Lucca 15 febbraio 1998 22ª giornata | Lucchese            | 0 – 0 | Perugia | Stadio Porta Elisa\| Arbitro: \| Borriello (Mantova) \| |
| Arbitro:                            | Borriello (Mantova) |       |         |                                                         |

| Arbitro: | Racalbuto (Gallarate) |

|                            |           |  |
| Rutzittu 66’ Tovalieri 77’ | Marcatori |  |

| Arbitro: | Messina (Bergamo) |

|                             |           |               |
| Susic 40’ Fiorio 57’ (rig.) | Marcatori | 12’ Tovalieri |

| Arbitro: | Collina (Viareggio) |

|            |           |               |
| Rapajc 68’ | Marcatori | 85’ De Cesare |

| Arbitro: | Rosetti (Torino) |

|  |           |                 |
|  | Marcatori | 88’ Pinciarelli |

| Arbitro: | Borriello (Mantova) |

|                                          |           |                       |
| Mazzeo 7’ Iaquinta 34’ De Franceschi 50’ | Marcatori | 30’ (rig.) Bernardini |

| Arbitro: | Dagnello (Trieste) |

|                      |           |                             |
| Flachi 20’ Erceg 81’ | Marcatori | 37’ Bernardini 48’ Lombardo |

| Arbitro: | De Santis (Tivoli) |

|                             |           |  |
| Materazzi 35’ Tovalieri 66’ | Marcatori |  |

| Arbitro: | Serena (Bassano del Grappa) |

|            |           |                       |
| Cesari 67’ | Marcatori | 71’ (rig.) Bernardini |

| Arbitro: | Lana (Torino) |

|                                       |           |  |
| Tovalieri 17’ Lombardo 79’ Grossi 87’ | Marcatori |  |

| Cagliari 3 maggio 1998 32ª giornata | Cagliari        | 0 – 0 | Perugia | Stadio Sant'Elia\| Arbitro: \| Boggi (Salerno) \| |
| Arbitro:                            | Boggi (Salerno) |       |         |                                                   |

| Arbitro: | Paparesta (Bari) |

|                                     |           |              |
| Bernardini 45’ (rig.) Matrecano 75’ | Marcatori | 56’ Italiano |

| Arbitro: | Messina (Bergamo) |

|             |           |               |
| Perrone 71’ | Marcatori | 81’ Tovalieri |

| Arbitro: | Tombolini (Ancona) |

|            |           |  |
| Rapajc 10’ | Marcatori |  |

| Arbitro: | Treossi (Forlì) |

|             |           |                          |
| Zanutta 23’ | Marcatori | 50’ Rapajc 69’ Tovalieri |

| Arbitro: | Bazzoli (Merano) |

|                            |           |             |
| Tovalieri 31’ Tangorra 77’ | Marcatori | 56’ Comotto |

| Arbitro: | Bettin (Padova) |

|  |           |                          |
|  | Marcatori | 55’ Rapajc 63’ Tovalieri |

#### Spareggio promozione
| Arbitro: | Cesari (Genova) |

|                                                  |                      |                                            |
| Tovalieri 76’                                    | Marcatori            | 79’ Ferrante                               |
| Bernardini Rapaić Materazzi Colonnello Tovalieri | Tiri di rigore 5 – 4 | Ferrante Lentini Cravero Dorigo Carparelli |

### Coppa Italia
| Napoli 17 agosto 1997 Primo turno - Andata | Savoia          | 0 – 0 | Perugia | Stadio San Paolo\| Arbitro: \| Sputore (Vasto) \| |
| Arbitro:                                   | Sputore (Vasto) |       |         |                                                   |

| Arbitro: | Ercolino (Cassino) |

|                                      |           |                    |
| Versavel 7’, 17’ (rig.) Pandolfi 78’ | Marcatori | 26’ (rig.) Marsich |

| Arbitro: | Bazzoli (Renato) |

|                                  |           |                     |
| Pandolfi 28’, 48’ Thorninger 81’ | Marcatori | 5’, 75’ C. Bellucci |

| Arbitro: | Treossi (Forlì) |

|                            |           |             |
| Protti 24’ C. Bellucci 55’ | Marcatori | 90’ Guidoni |